# ロジャース・アルブリットン
ロジャース・ガーランド・アルブリットン（1923年8月15日 - 2002年5月21日）は、アメリカ合衆国の哲学者。ハーバード大学とUCLAの哲学科で学科長を務めた。彼はほとんど論文を公刊しておらず（生涯に発表した研究論文はわずか5本）、ダニエル・デネットの『哲学用語辞典（Philosophical Lexicon）』では、「執筆を除くすべて（all but written）」の短縮形である「albritton」という語の項目が設けられるきっかけとなった（この項目は家族のジョークに由来している）。アルブリットンの専門は、古代哲学、心の哲学、自由意志、懐疑論、形而上学、ルートヴィヒ・ウィトゲンシュタインの研究などである。
哲学者のピーター・フレデリック・ストローソンは、アルブリットンを 「世界で10本の指に入る哲学者」と評し、アメリカ哲学協会の元会長でハーバード大学の名誉教授であるヒラリー・パトナムは、「私を含め、多くの人が同意すると思いますが、彼は非常にユニークな存在でした」と述べた。。
パトナムはこう続ける。「彼を見ていると、ソクラテスはこんな人だったに違いない、と感じます。ソクラテスも、あまり書き物を残さなかった点では同じですから。それでもソクラテスのように、彼は多くの哲学者に大きな影響を与えたのです」 。

## 略歴
アルブリットンは、オハイオ州コロンバスで、生理学研究者のエレット・シリル・アルブリットンと、化学者のリエッタ・ガーランド・アルブリットンの間に生まれた。
15歳でスワースモア大学に入学したが、第二次世界大戦で陸軍航空隊に従軍するために退学。1948年、アナポリスのセント・ジョンズ・カレッジで学士号を取得。同校で1年間教鞭をとり、プリンストン大学で3年間の大学院課程を修了後、コーネル大学で専任講師として教え始める。1955年にプリンストン大学で博士号を取得し、引き続きコーネル大学で教鞭をとった後、1956年にハーバード大学に赴任した。
ハーバード大学では1960年に終身在職権を獲得し、1963年から1970年まで主任教授を務めた。1968年、アメリカ芸術科学アカデミーのフェローに選出された。1972年、カリフォルニア大学ロサンゼルス校に移り、1972年から1981年まで同校で教授を務めた。1984年にはアメリカ哲学協会西部（当時は太平洋）支部長を務めた。
1991年に引退したが、1990年代半ばまでUCLAで講義を続けた。
慢性肺気腫を患い、2002年に肺炎で死去。
彼がほとんど論文を書かなかったことについて、彼の『ニューヨーク・タイムズ』紙に掲載された追悼記事では、次のように述べられている。
「アルブリットン博士は、常に結論に疑問を抱く傾向があったため、永続的に残ってしまう書き言葉を避けたのだった。」

## 研究
アルブリットンは概して、倫理学や社会哲学・政治哲学に関連するテーマのような、主流の哲学には関心を持たなかった。彼は、知識、思考プロセス、知識を得る方法の妥当性、あるいは知識自体が妥当であるかどうかといったテーマに注意を向けていた。アルブリットンは特に、存在、時間、空間といった基礎的概念に関心を寄せていた。そのため、彼は形而上学と認識論に焦点を当てていた。自由と自由意志が、彼の哲学の大きな柱であった。このことが、彼の哲学と研究、そして人生を形作っていった 。

### 意志の自由と行為の自由
アルブリットンの1985年のAPA会長講演「意志の自由と行為の自由」は、行為の自由（意志の通りに行為する自由）を、意志の自由そのものと区別した。
これは、珍しい見解だった。というのも、自由意志はトマス・ホッブズやデイヴィッド・ヒュームをはじめとする両立主義者たちによって、行為の自由と同一視されていたからである。
「意志があるところに、常に道があるわけではない」、と彼は述べた。

## 著作
- “Forms of Particular Substances in Aristotle’s Metaphysics’,” Journal of Philosophy 54 (1957): 699–707.
- “Present Truth and Future Contingency,” Philosophical Review 66 (1957): 29–46.
- “On Wittgenstein’s Use of the Term ‘Criterion’,” Journal of Philosophy 56 (1959): 845–56.
- “Comments on Hilary Putnam’s ‘Robots: Machines or Artificially Created Life’,” Journal of Philosophy 61 (1964): 691–4.
- "Freedom of Will and Freedom of Action," Proceedings and Addresses of the American Philosophical Association. Vol. 59, No. 2 (Nov., 1985), pp. 239-251
- “Comments on ‘Moore’s Paradox and Self–Knowledge’,” Philosophical Studies 77 (1995): 229–39.
- "On a Form of Skeptical Argument from Possibility." Philosophical Issues 21 (2011): 1-24.